# Петровские Линии
У́лица Петро́вские Ли́нии — улица в центре Москвы в Тверском районе между Петровкой и Неглинной.

## Происхождение названия

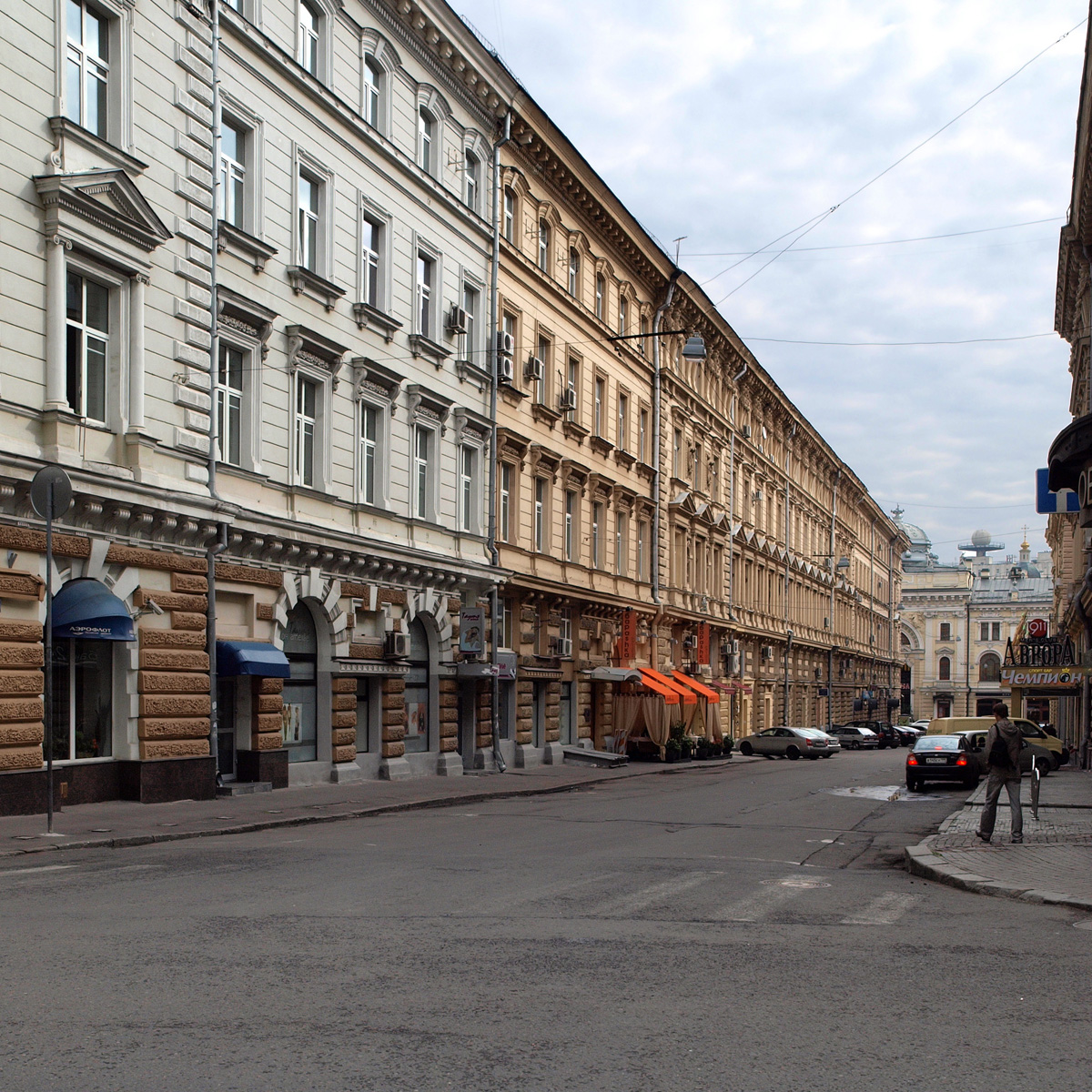
Дом № 1/20/21

Линии (то есть проезды) с расположенными здесь магазинами были названы так в XIX веке по соседней улице Петровке. Позже историческое название закрепилось за пролегшей здесь улицей.

## Описание
Улица Петровские Линии соединяет Петровку и Неглинную улицу. Начинается справа от Петровки приблизительно напротив Столешникова переулка и проходит на восток до Неглинной, на которую выходит севернее Сандуновского переулка.
Улица лежит на территории культурного слоя «Старой Кузнецкой слободы» XV—XVI вв.  (место древнего поселения с зоной культурного слоя) и относится к числу выявленных объектов культурного наследия.

## Примечательные здания

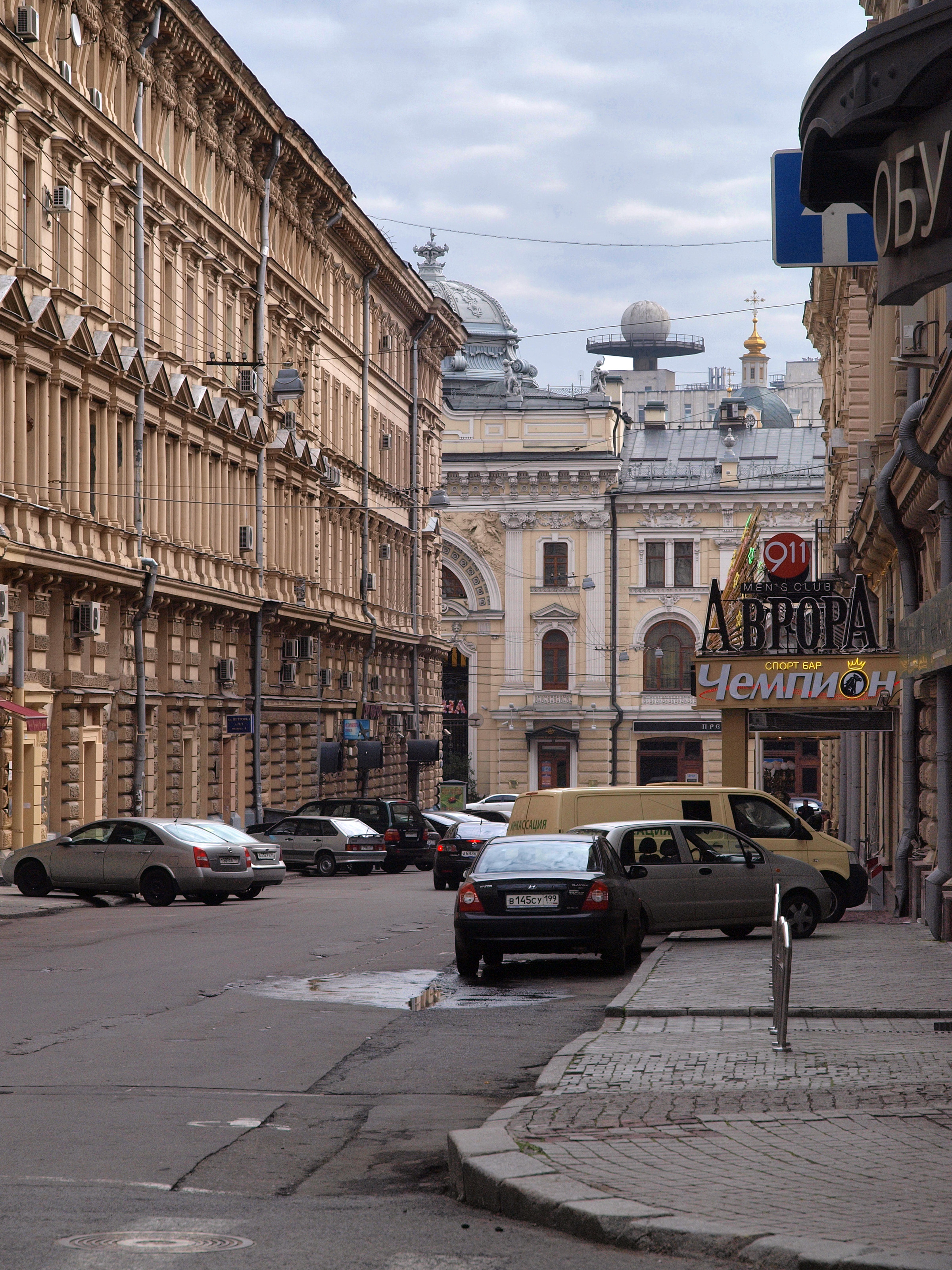
Петровские Линии со стороны Петровки, 2009 год.

В доме №13 с 1882 года работал книжный магазин «Гросман и Кнебель» (продажа художественных изданий и журналов по изобразительному искусству).
Улица застроена доходными домами «Товарищества Петровских торговых линий в Москве» :
- № 1/20/21 — Доходный дом с квартирами и магазинами (1876, архитектор Б. В. Фрейденберг, инженер К. И. Шестаков[источник не указан 1696 дней]). Здесь в 1878—1883 годах жили учёные С. В. Ковалевская и В. О. Ковалевский, в 1899—1903 годах размещалась редакция газеты «Курьер», в которой работали писатели Л. Н. Андреев, В. В. Вересаев, Н. Д. Телешов и другие. До 1917 года в доме работал книжный магазин и издательство И. Н. Кнебеля. Выявленный объект культурного наследия[2].
- № 2/18/19 — Доходный дом с гостиницей «Россия» и рестораном (1876, архитектор Б. В. Фрейденберг; 1897, архитектор К. К. Гиппиус; 1911, инженер А. Н. Кардо-Сысоев). До 1918 года здесь работал «Петровский театр миниатюр», в котором выступал А. Н. Вертинский. Также в доме размещался ресторан «Ампир» (затем «Элит», «Будапешт»). В 1918 году в доме состоялось общее собрание уполномоченных Московского Центрального рабочего кооператива, в 1919 году — пленум Всероссийского Центрального Совета профессиональных союзов; на обоих собраниях выступал В. И. Ленин. В советское время — «Второй дом Союзов». Объект культурного наследия федерального значения[2][3].